# Kavkazski (Krasnodar)
Kavkazski (del ruso: Кавказский) es un jútor del raión de Briujovétskaya del krai de Krasnodar en el sur de Rusia. Está situado en la orilla izquierda del río Beisuzhok Izquierdo, afluente del río Beisug, 7 km al sur de Briujovétskaya y 77 km al norte de Krasnodar, la capital del krai. Tenía 68 habitantes en 2010
Pertenece al municipio rural Briujovétskoye.